# Alpina canaliculata
Alpina canaliculata là một loài bướm đêm trong họ Geometridae.